# Groupe l'Air
Le Groupe l'Air est une section vélivole du Ministère de l'Air créé en 1930 par Georges Abrial, composée à l'origine de membres de différents services du Ministère de l’Air aux compétences étendues (aérodynamique, instruments, construction, enduits, …) dont la synergie pouvait faire progresser le vol à voile en France. 
Le Groupe l'Air fut à l’origine d’une méthode d’instruction adoptée par l’Aviation Populaire, des premiers vols remorqués en France, dès 1932, de la réalisation des premiers crochets larguables et du perfectionnement des treuils de lancement, de l’étude de plusieurs prototypes, dont l’Air 60 qui connut un certain succès et de l’Air 100, développé durant la guerre par l'ingénieur Raymond Jarlaud et produit en série à la Libération par l'Arsenal de l'aéronautique. 